# Standortbezogene Dienste

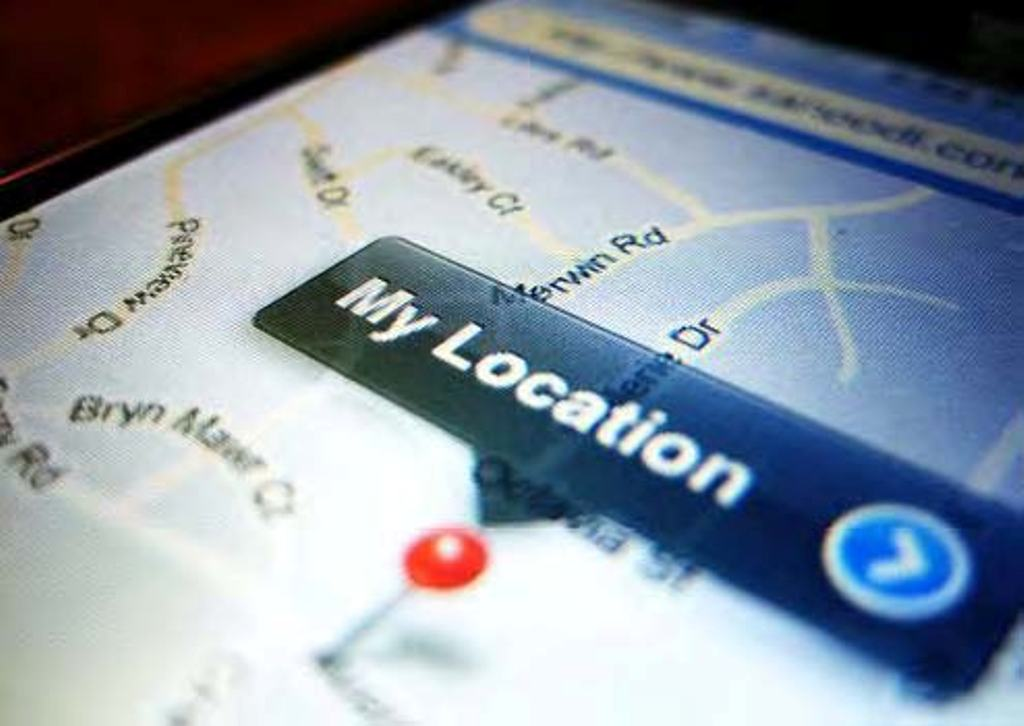
Standortanzeige auf einem Smartphone

Standortbezogene Dienste (engl. Location-based Services (LBS), auch: Location Dependent Services (LDS)) sind mobile Dienste, die unter Zuhilfenahme von positionsabhängigen Daten dem Endbenutzer selektive Informationen bereitstellen oder Dienste anderer Art erbringen.
Wie Nutzerpositionen technisch ermittelt werden, kann unter dem Punkt Positionsbestimmungsverfahren nachgeschlagen werden.
Man unterscheidet zwischen reaktiven und proaktiven standortbezogenen Diensten.
Bei reaktiven Diensten muss der Dienstnutzer den Service explizit anfordern (z. B. RestaurantFinder).
Ein proaktiver Dienst reagiert auf bestimmte Ereignisse, zum Beispiel beim Betreten einer bestimmten Zone.
Um in der Praxis standortbezogene Dienste anbieten zu können, bedarf es des Zusammenspiels verschiedener Akteure:
- Endgerät z. B. Mobiltelefon; OBU2
- Positionsermittler führt die Ortung und die Positionsberechnung des Zielobjekts durch. Bei endgerätebasierenden Ortungsverfahren übernimmt diese Rolle das Zielobjekt. Bei netzbasierter Ortung hingegen wird diese Rolle meist von dem Betreiber der Ortungsinfrastruktur übernommen. Dieser Dienst präsentiert die rohen Positionsdaten des Zielobjekts meist in einer von den angewandten Ortungsverfahren abhängigen Darstellungsform.
- Ortsbestimmer bereitet die vom Positionsfinder gelieferten Daten so auf, dass sie an einen Dienstanbieter vermittelt werden können. Dies ist z. B. ein Mobilfunknetzbetreiber auf Basis von Global System for Mobile Communications (GSM) oder Universal Mobile Telecommunications System (UMTS), der die Daten, die anhand der Nähe eines Endgerätes zu einer Basisstation bestimmt werden konnten, aufbereitet.
- Dienstanbieter nutzt diese Information, um sie dem Dienst entsprechend weiterzubearbeiten (z. B. Kombination mit geographischen Daten), überträgt die resultierenden Daten zum Dienstnutzer und stellt den Dienst letztlich dadurch zur Verfügung z. B. Toll Collect
- Dienstnutzer stellt die Anfragen an den Dienst (z. B. via Mobiltelefon oder PC)

Neue Location-Based-Social-Networks sind in der Lage, alle Informationen mit einer aktuellen Position zu versehen, ob dies nun Mitteilungen, Fotos, Videos oder selbst erstellte POI sind.
Durch diese neuen Dienste können Teilnehmer in Social-Networks jederzeit erkennen, wo sich ein Familienmitglied oder ein Freund aufhält, oder ihr Fahrzeug auf einem Parkplatz orten.
Aktuelle Smartphones sind häufig mit (A)GPS und WLAN zur Standortbestimmung, auch in Gebäuden, ausgerüstet. Es gibt viele Techniken um Standortdaten zu bestimmen (GPS, GSM, Bluetooth, RFID usw.). Ein allgemeines Modell für dieses Problem wurde an der Radboud Universität Nimwegen (Niederlande) entwickelt.

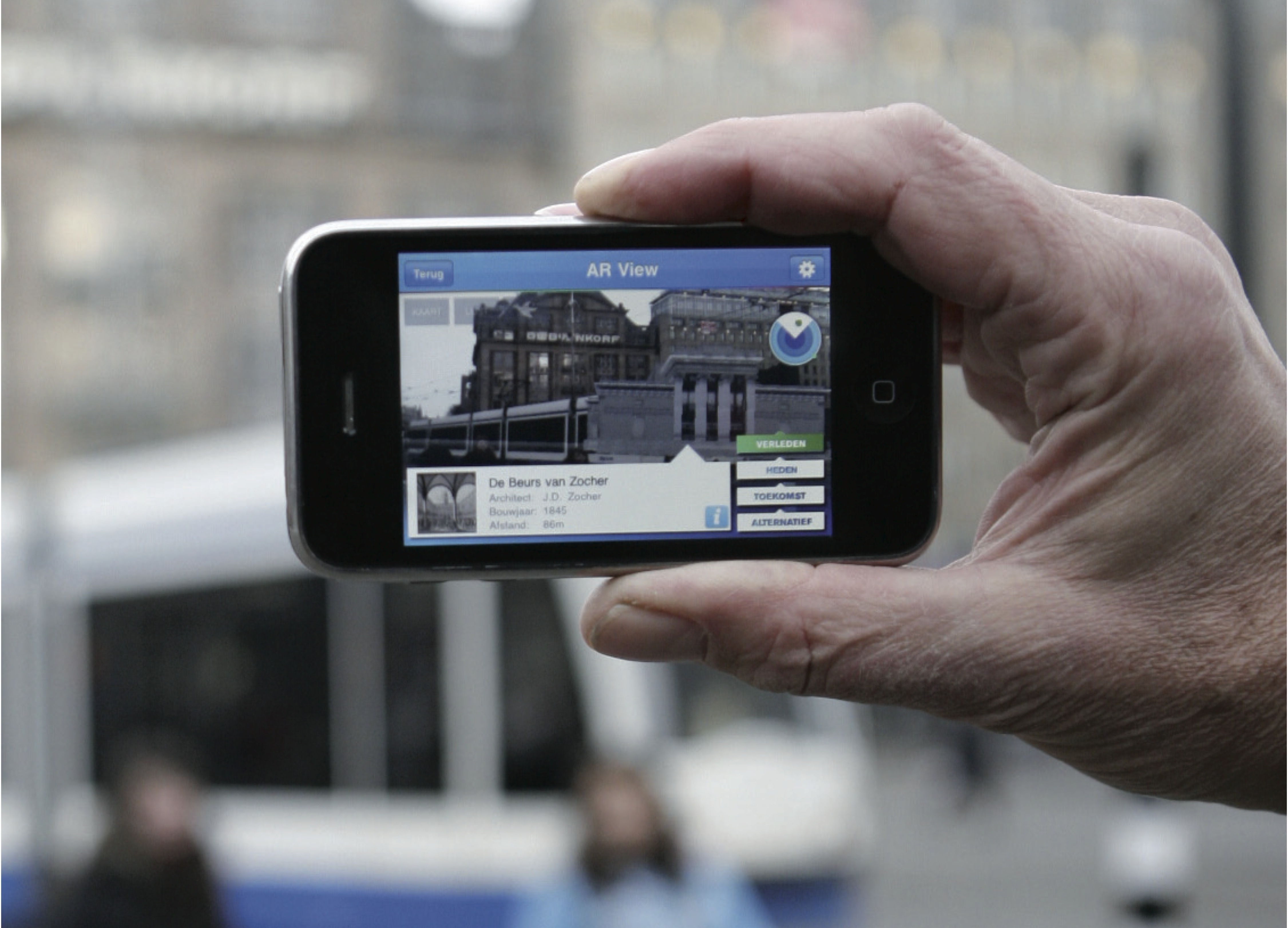
Mithilfe von Standortdaten bietet die Layar App eine Augmented reality („erweiterte Realität“) durch eingeblendete Umgebungsinformationen.

## Standortbezogene Dienste im Mobilfunk
Standortbezogene Dienste sind Angebote, welche dem Benutzer eines Mobiltelefons abhängig von seiner Position zur Verfügung gestellt werden.
Um diesen Dienst anbieten zu können, versucht man, auf bereits benutzte Geräte zurückzugreifen, um die Position des Kunden (Benutzer/Teilnehmer) zu ermitteln. Dafür ist im Besonderen ein Mobiltelefon geeignet, da dort bereits ein Medium die Position des Endgerätes kennt – das Mobilfunknetz.
Im Home Location Register (HLR) speichert das Netz das Visitor Location Register (VLR), in welchem sich das mobile Terminal (Handy) zurzeit befindet. Dieses VLR kennt wiederum die Location Area (LA), in der sich das mobile Endgerät befindet. Mit dieser Information kann man anhand einer Tabelle feststellen, welche Koordinaten das sind. Für eine genauere Ortung kann die so genannte Zell-Identifikationsnummer (in der Regel bedient ein Antennenmast mehrere Funkzellen gleichzeitig) herangezogen werden. Die Genauigkeit ist hier abhängig von der Größe der Funkzelle. In stark bewohnten Gebieten müssen, um alle Kunden zu bedienen, kleine Zellen geplant und aufgebaut werden. Diese Zellen haben eine übliche Größe von 300 bis 500 m (Radius). In diesem Bereich ist die Lokalisierung über die Zelldaten genauer als zum Beispiel auf dem Land, wo große Zellen geplant und aufgebaut werden. Diese können einen Radius von einigen wenigen Kilometern bis zu 15 km aufweisen.
Verbesserungen der Genauigkeit kann man durch Triangulation oder die Benutzung von Informationen über die Signallaufzeit und die Empfangsfeldstärke, sowie durch Verwendung von Techniken wie des Satellitennavigationssystems Global Positioning System (GPS) bzw. Assisted Global Positioning System (AGPS) erreichen.
Einige Applikationen können mehrere Technologien verwenden, um Genauigkeit und Berechnungszeit zu optimieren.
Mit dem mobilen Internet-Dienst Wireless Application Protocol (WAP), über HTML oder auch kleinen Applikationen (Apps) können passende Dienste auf dem Endgerät angeboten werden und geben die Möglichkeit von Interaktionen.

### Beispiele
- Interessante Orte in der Nähe, Point of Interest (POI)
- Wo bin ich
- Wo sind meine Freunde
- Sind meine Freunde hier
- Verlässt mein Kind den Zielkorridor
- Zielführung, Routenplaner und Routenoptimierung
- Reisezeitvorhersage (durch Gruppentracing- und Häufungsanalysen)
- Mobile Arbeitszeiterfassung
- Ortsbezogene Spiele, Schnitzeljagd online
- Ortsbezogene Werbung und Kommunikation
- Industrielle, vom Ort abhängige Prozesssteuerungen
- standortbezogene Spiele, z. B. Geocaching, Ingress, Foursquare

Um die Privatsphäre der Nutzer zu schützen und Missbrauch zu verhindern, sind die Mobilfunkanbieter verpflichtet, den Teilnehmer nach seiner Einwilligung für eine beabsichtigte Lokalisierung zu fragen. Ausgenommen davon sind Situationen, in denen gegenwärtige Gefahr für das Leben oder die Gesundheit eines Menschen besteht. Rechtsgrundlage ist in Deutschland im Telekommunikationsgesetz (Deutschland) (§ 98), in Österreich im Telekommunikationsgesetz (Österreich) (§ 93, § 96, § 102) und Sicherheitspolizeigesetz (Österreich) (§ 53 Abs. 3a), es ist eine Verwaltungsstrafe bis zu 37.000 € für Zuwiderhandlungen vorgesehen (§ 109).

### Funktionsprinzip
Beispiel POI:
- Ein Teilnehmer ruft in seinem Browser den Service auf, er sucht Kinos.
- Diesem Service (ein Webserver) ist die Nummer des Mobilfunkteilnehmers bekannt (durch den Netzwerkbetreiber).
- Der Service schickt nun eine Anfrage an einen Server, der die Location eines Teilnehmers ermitteln kann.
- Dieser Server schickt eine Location-Abfrage an das Mobilfunknetz
- Um eine aktuelle Lokalisierung zu ermöglichen, wird dem Endgerät (Mobile) eine nicht sichtbare SMS geschickt oder mit anderen Mitteln ein sog. Paging durchgeführt
- Um diese SMS auszuteilen, muss das Netz die Standortdaten aktualisieren (Paging).
- Das Mobilfunknetz antwortet dem Server mit Informationen über die Antenne, welche dem Mobile am nächsten ist.
- Anhand einer Tabelle ermittelt der Server die Koordinaten, den Abstrahlwinkel und die Signalweite.
- Mit diesen Werten kann nun der Server die ungefähre Position des Teilnehmers ermitteln, indem der Zellmittelpunkt verwendet wird.
- Nun vergleicht der Service (POI) die erhaltenen Koordinaten mit den Daten in seiner Datenbank, um die nächsten Kinos zu finden.
- Der Teilnehmer bekommt nun eine Liste mit Kinos in seiner direkten Umgebung angezeigt.
- Nun kann auch noch ein weiterer Service dem Teilnehmer die Wegbeschreibung zu seinem Wunschkino geben.

Eine weitere denkbare Erweiterung wäre beispielsweise, dass man direkt mit seinem Mobiltelefon Kinotickets bestellt und bezahlt, nicht mehr an die Kasse muss und am Eingang aufgrund seiner Position automatisch erkannt wird und Zugang erhält.

## Kritik
Jerome E. Dobson und Peter F. Fisher weisen auf die Möglichkeit des Missbrauchs der für standortbezogene Dienste benötigten Daten hin und prägten dafür den Begriff „Geoslavery“. Datenschützer empfehlen daher die situationsbezogene Deaktivierung der dauerhaften Weitergabe des eigenen Standortes.
2025 kamen u. a. die standortbezogenen Dienste Flightradar24 und WetterOnline in Kritik, da sie den genauen Standort und andere Nutzerdaten an Werbepartner und Datenhändler weitergeben.